# Narodziny gwiazdy (film 1954)
Narodziny gwiazdy (ang. A Star Is Born) – amerykański film muzyczny z 1954 roku w reżyserii George’a Cukora. Scenariusz napisany przez Mossa Harta jest adaptacją wcześniejszego filmu Narodziny gwiazdy (1937) i bazuje na oryginalnym scenariuszu Roberta Carsona, Dorothy Parker oraz Alana Campbella.

## Obsada
- Judy Garland – Vicki Lester
- James Mason – Norman Maine
- Jack Carson – Matt Libby
- Charles Bickford – Oliver Niles
- Tommy Noonan – Danny McGuire
- Amanda Blake – Susan Ettinger
- Lucy Marlow - Lola Lavery
- James Brown - Glenn Williams
- Hazel Shermet - Sekretarka Libby'ego
- Irving Bacon - Graves

i inni.